# Uschakowo (Kaliningrad, Tschernjachowsk)
Uschakowo (russisch Ушаково, deutsch Pregelau, bis 1928: Kutkehmen und Stablacken, Ksp. Puschdorf) ist ein Ort in der russischen Oblast Kaliningrad. Er gehört zur kommunalen Selbstverwaltungseinheit Stadtkreis Tschernjachowsk im Rajon Tschernjachowsk.

## Geographische Lage
Uschakowo liegt am Südufer des Pregel (russisch: Pregolja), 25 Kilometer westlich der Stadt Tschernjachowsk (Insterburg). Der Ort ist über eine Stichstraße (Kommunalstraße 27K-096) zwischen Talpaki (Taplacken, 6 km) und Meschduretschje (Norkitten, 5 km) von der Föderalstraße A229 aus zu erreichen. Die nächste Bahnstation ist Puschkarjowo (Puschdorf) an der Bahnstrecke Kaliningrad–Tschernyschewskoje (Königsberg–Eydtkuhnen/Eydtkau) – einem Teilstück der früheren Preußischen Ostbahn – zur Weiterfahrt nach Litauen und in das russische Kernland.

## Geschichte

### Kutkehmen
Der bereits im Jahre 1420 als Kudekaym gegründete und bis 1928 Kutkehmen genannte Ort kam am 6. November 1722 zu einem Viertel durch Kauf in den Besitz des Fürsten Leopold von Anhalt-Dessau, der am 7. August 1724 auch den Rest erwarb. Um 1869/70 wurde die Domäne das erste Mal verpachtet.
Am 11. März 1874 wurde Kutkehmen in den neu errichteten Amtsbezirk Norkitten (heute russisch: Meschduretschje) eingegliedert, der zum Kreis Insterburg im Regierungsbezirk Gumbinnen der preußischen Provinz Ostpreußen gehörte. Im Jahre 1905 übernahm der anhaltisch-dessauische Fürst die Bewirtschaftung des Gutes Kutkehmen, in dessen Gutsbezirk im Jahre 1910 141 Einwohner registriert waren.

### Stablacken
Wohl nur wenige Jahre später als Kutkehmen wurde das Nachbardorf Stablacken gegründet. Am 24. Juli 1727 kaufte der anhaltinisch-dessauische Fürst Leopold das Stadtgut Stablacken und erwarb am 21. Oktober 1731 das Schulzengut Stablacken. Das Vorwerk Stablacken brannte am 30. August 1757 während der Schlacht bei Groß-Jägersdorf bis auf die Grundmauern nieder und wurde nicht wieder aufgebaut. 1785 war Stablacken ein Adliges Dorf mit 25 Feuerstellen.
Im Jahre 1874 kam Stablacken zum neu errichteten Amtsbezirk Puschdorf (heute russisch: Puschkarjowo) im Kreis Insterburg. Zur Unterscheidung von der ebenfalls im Kreis Insterburg gelegenen gleichnamigen Landgemeinde gleichen Namens im Kirchspiel Pelleningken (heute russisch: Priosjornoje) nannte man den Ort auch „Stablacken, Kirchspiel Puschdorf“. Im Jahre 1910 lebten in Stablacken 217 Einwohner.

### Pregelau
Am 17. Oktober 1928 erfolgte der Zusammenschluss des Gutsbezirks Kutkehmen und des Dorfes Stablacken zur neuen Landgemeinde Pregelau. Sie gehörte bis 1945 zum Amtsbezirk Puschdorf. Im Jahre 1933 zählte Pregelau 377 Einwohner, im Jahre 1939 waren es noch 342 Bewohner.

### Uschakowo
In Folge des Zweiten Weltkrieges kam Pregelau mit dem nördlichen Ostpreußen zur Sowjetunion. 1950 erhielt der Ort (als Kutkehmen und Stablacken) die russische Bezeichnung Uschakowo. Der Ort wurde dem Dorfsowjet Meschduretschenski selski Sowet im Rajon Tschernjachowsk zugeordnet und gelangte nach dessen Auflösung im Jahr 1961 in den Bereschkowski selski Sowet. Von 2008 bis 2015 gehörte Uschakowo zur Landgemeinde Swobodnenskoje selskoje posselenije und seither zum Stadtkreis Tschernjachowsk.

## Kirche
Sowohl Kutkehmen als auch Stablacken waren mit ihrer überwiegend evangelischen Bevölkerung in das Kirchspiel der Kirche Puschdorf (heute russisch: Puschkarjowo) eingepfarrt. Sie gehörte zum Kirchenkreis Insterburg in der Kirchenprovinz Ostpreußen der Kirche der Altpreußischen Union. Heute liegt Uschakowo im Einzugsgebiet der in den 1990er Jahren neu entstandenen evangelisch-lutherischen Gemeinde in Meschduretschje (Norkitten), einer Filialgemeinde der Kirchenregion Tschernjachowsk (Insterburg) innerhalb der Propstei Kaliningrad der Evangelisch-lutherischen Kirche Europäisches Russland.